# San Vito Lo Capo
San Vito Lo Capo (sicilià San Vitu) és un municipi italià, dins de la província de Trapani. L'any 2007 tenia 4.180 habitants. Limita amb els municipis de Castellammare del Golfo i Custonaci.

## Cultura
En aquesta població se celebra el Couscous Fest, concurs anual de cuina amb cuscús, cada any del 21 al 30 de setembre des de 1987.

## Administració
| Període | Identitat                     | Partit      |
| ------- | ----------------------------- | ----------- |
| 2008-   | Matteo Davide Salvatore Rizzo | Centredreta |